# Церетели, Зураб Семёнович
Зура́б Семёнович Церете́ли (груз. ზურაბ წერეთელი; 21 марта 1953, Чиатура, Грузинская ССР, СССР — 14 января 1992, Тбилиси, Грузия) — советский футболист, выступал на позиции нападающего за такие клубы, как «Динамо» Тбилиси, «Динамо» Москва, «Торпедо» Кутаиси и «Пахтакор». Мастер спорта СССР (1973).

## Карьера
Воспитанник ДЮСШ Чиатуры. С 1970 года выступал за дубль тбилисского «Динамо», а с 1973 года стал играть за основную команду. Провёл за клуб 68 матчей, забил 8 голов в чемпионатах СССР. В 1973 году сыграл 3 матча и забил один гол в Кубке УЕФА. В весеннем и осеннем сезонах 1976 года становился бронзовым призёром чемпионата страны. Также в 1976 году стал обладателем Кубка СССР, в финальном матче вышел на замену.
В 1978 году перешёл в московское «Динамо». Но в команде провёл только один сезон, после чего вернулся в Грузию, и стал игроком кутаисского «Торпедо». Выступал в первой лиге до августа 1979 года, а после катастрофы самолёта с игроками «Пахтакора», был отправлен в Узбекистан.
Неутомимый, хорошо технически подготовленный, был всегда настроен на борьбу. Умел обострить игровую ситуацию, хорошо взаимодействовал с партнёрами, умел точно нанести удар по воротам соперника.
Там завершил активную карьеру в 1981 году, сыграв 45 матчей и забив 6 мячей.
Погиб 14 января 1992 года в автокатастрофе.
Дочь Анна работала в федерации футбола Грузии.

## Достижения
- Обладатель Кубка СССР: 1976
- Серебряный призёр чемпионата СССР: 1977
- Бронзовый призёр чемпионатов СССР (2): 1976 (весна), 1976 (осень)